# Patronymikon
Patronymikon (pluralis patronymikon eller patronymika, av grekiska pater, fader, och o’nyma, namn) eller fadersnamn (farsnamn) är ett tillnamn som har bildats av faderns förnamn för att markera vem en persons far är. Namn som bildats till moderns namn kallas metronymikon. Bruket var förr vanligt i många språk, och patronymika tillämpas än idag i Mellanöstern och Nordöstafrika, i Ryssland, där det ligger mellan förnamn och efternamn, och i isländska namn, där även metronymika används. I många länder har patro‐ eller metronymika omvandlats till vanliga familjenamn eller släktnamn som ärvs från föräldern, exempelvis svenska sonnamn, men patro‐ eller metronymika ska inte förväxlas med familjenamn. 
Ett historiskt exempel från Sverige är kung Gustav Eriksson (Vasa), son till  Erik Johansson. Exempel på metronymikon är lagman Nils Sigridason, son till Sigrid på 1200-talet. De svenska sonnamnen (Andersson, Svensson, Nilsson med flera) var ursprungligen patronymika. I Sverige fick patro‐ och metronymika inte tagas eller ges vid födseln som efternamn mellan 1966 och 1982, men har återkommit i begränsad omfattning under de senaste årtiondena eftersom de blev tillåtna efter prövning 1982. I den svenska namnlagen från 1982 beskrivs det som efternamn bildade av förälders förnamn med tillägg av ändelsen -son eller -dotter. Från 2017 är patro‐ eller metronymika ett prövningsfritt och kostnadsfritt alternativ vid val av efternamn. 

## Bruk

### Nordiska förhållanden
Patronymika var allmänt förekommande i Skandinavien och genom svensk påverkan i Finland. Nordiska patronymika består av faderns eller moderns namn i genitiv och ett ord som betyder ‑son eller ‑dotter, till exempel ”Sturlu‐” (genitiv av Sturla) och ‑son i Snorri Sturluson. I det medeltida svenska namnet Nils Sigridason (eller ”sigridæson”)  är alltså ‐a‐ ett genitivmorfem.
Allmogen visste att deras namn bestod av tre ord, vilket förklarar varför svenska antikviteter som bär ägarens initialer alltid har tre bokstäver utskrivna, till exempel ”KHD 1830” = ”Karin Håkans Dotter 1830” på en brudkista.
Prästerskapet använde ofta latiniserade patronymika, till exempel Olaus Petri som hette Olov Pettersson på svenska, varvid faders namn angavs i genitiv (Petri av Petrus), men ordet för ”son” (filius) utelämnades; det var alltså underförstått att Olaus Petri var Olaus, filius Petri.
I danska patro‐ och metronymika utelämnas ofta genitivmorfemet i skrift. Undantagsvis har genitivmorfemet utelämnats i skrift även i Sverige, till exempel Harry Martinson (son till Martin Olofsson) med ett ”s”, och Gubb Jan Stigson med ett ”s”, son till en ”Stig”.
I finska Finland översattes ‑son och ‑dotter med ‑poika och ‑tytär som i Antinpoika och Antintytär (Andersson och Andersdotter); ‑n efter faderns namn är det finska genitivmorfemet. Ungefär en femtedel av Finlands finsktalande befolkning bar patronymika, oftast tillsammans med släktnamn (till exempel “Väinö Edvardinpoika Heinonen”) vid tiden för självständigheten, men andelen har minskat sedan dess.
Patronymika behölls även efter giftermål. I Norden brukades förr undantagsvis metronymika, om barnet var fött utom äktenskapet eller modern var betydligt mer högättad än fadern (jmf. Sven Estridsson).
I uttalet var patronymika reducerade, liksom bondenamn i allmänhet. En person kyrkobokskriven som Johan Mårtensson kallades Jan Mårs. Gustaf Fröding har bevarat detta slags uttal i dikten Jan Ersa och Per Persa (Johan Eriksson och Pe[te]r Pe[te]rsson).
Det gamla namnskicket övergavs steg för steg i Danmark, Norge, Sverige, Finland och på Färöarna. Lag om obligatoriskt antagande av familjenamn stiftades först i Danmark på 1800-talet, varvid gamla patronymika blev ärftliga namn på ‑sen. Liknande lagändringar genomfördes på 1900-talet i Norge och i Sverige 1966. Rätten att använda patronymika återinfördes dock delvis i Sverige 1982 och utan inskränkningar från 1 juli 2017.

#### Svenska
Bruket att barn antar faderns patronymikon som familjenamn förekom sporadiskt i Sverige på 1700-talet och blev utbrett vid 1800-talets slut. Förändrningen skedde i två steg. När bruket av patronymika minskade i Sverige försvann namnen på ‑dotter först.
En Karin, dotter till en Olof Hansson, kallades enligt gammalt namnskick Karin Olsdotter (= Olofsdotter). I svensk folkbokföring uppkom mot slutet av 1800-talet skrivningar som Karin Olsson, med Olsson både för bröder och systrar i syskonskaran.
Om son‑namn blev släktnamn kunde en dotter kallas Hansson ofter fadern Olof Hansson. Dessutom uppkom ”giftasnamn”: hustrun fick makens efternamn vid giftermål.
Gunnar Myrdals familj är typisk för den stegvisa förändringen av det svenska namnskicket. Gunnar Myrdals farfar hette Perers Petter Ersson (med det gamla bruket att ange gårdsnamn först, ”Perers”). Ersson var ett patronymikon efter fadern Erik. Gunnar Myrdals far hette ursprungligen Perers Carl Pettersson med patronymikon efter fadern Petter. Perers Carl Pettersson slutade använda gårdsnamnet och kallade sig ”godsägare C. A. Pettersson”. Men Carl Petterssons son kallades Gunnar Pettersson (inte Carlsson) eftersom patronymikonet Pettersson blivit efternamn, och Gunnar Petersson bytte senare till det mer särskiljande namnet Gunnar Myrdal. Gunnar Myrdals morfar hette Carl Mattsson, men Gunnar Myrdals mor hette Sofia Carlsson, inte Carlsdotter. Hon bar alltså ett slags patronymikon, men med ändelsen ‑son, i stället för ‑dotter. Ändelsen  ‑dotter ansågs av många, även Sofia Carlsson, såsom alltför gammalmodig. Sofia Carlsson fick giftasnamnet Pettersson och blev Sofia Pettersson. På två generationer skedde tre förändringar:
1. Patronymika försvann i ett första steg genom att en Carls dotter kallades Carlsson.
2. Patronymika försvann i ett andra steg genom att en Carl Pettersson namngav sin son Gunnar Pettersson – Pettersson blev släktnamn.
3. Kvinnor tog alltid sin makes efternamn.

De tre stegen gäller för hela Sverige, och förklarar hur situationen blev sådan som 1900‑talets svenskar uppfattade som normal: son‑namn var de vanligaste släktnamnen, och gick i arv; hustrun tog mannens namn; en viss kunskap fanns om att son‑namnen uppkommit genom att en farfar eller farfars far haft förnamnet som fanns i släktnamnet; en viss kunskap fanns om att dotter‑namn hade funnits. Förändringen fick snabbt och stort genomslag, och en landsbygdsfödd författare som Astrid Lindgren (född 1907) valde att skildra bondesamhällets människor som Anton Svensson och Alma Svensson med sonen Emil Svensson i Lönneberga.
Att patronymika på -dotter försvann först, när seden med patronymika på ‑son fanns kvar, och uppkomsten av
giftasnamn, kan bero på
- att kvinnor i mindre utsträckning än män har skrivits med patronymika eller tillnamn;
- att patronymika på -son var mer frekventa i språkbruket och förmodligen mer proprialiserade;
- att kvinnors efternamn[b] var mindre frekventa och inte gick i arv
- att det även före spridningen av giftasnamn var vanligt att hustrun identifierades i relation till sin man.[5]

Ändringen i namnskicket gick långsammare i Sverige än i Danmark och Norge. Patronymika förekom fortfarande under 1900-talet i Sverige. I vissa konservativa trakter såsom Urshults socken använde en minoritet patronymika ända tills de avskaffades i lag år 1966. I bygder där det gamla namnskicket levt kvar uppstod därigenom syskonskaror i vilka de äldre syskonen bar patronymika och de yngre påtvingade familjenamn. Till exempel, en Torsten Petterson kunde ha en äldre son Lars Torstensson (född före 1966) och en yngre son Björn Pettersson (född efter 1966). Dispens kunde dock beviljas så syskon kunde ha samma efternamn. 
Med 1982 års svenska namnlag återinfördes en möjlighet att anta ett patronymikon eller metronymikon som efternamn efter särskild ansökan och prövning. Den 1 juli 2017 återinfördes rätten att följa det äldre namnskicket med patronymika (eller metronymika) i svensk lag utan inskränkningar och utan avgiftsbelagd prövning, och det blev tillåtet för föräldrar att registrera patro- eller metronymika som sina barns efternamn vid deras födsel. Icke blott ändelserna ‑son och ‑dotter tillåts, utan även jämförbara utländska såsom ‑sen och det isländska ‑dóttir.

#### Danska och norska
På danska och norska motsvarades det svenska ‑sson av ‑søn, senare ‑sen. Denna namnändelse -sen förekom även i de tidigare danska landskapen i Sverige in på 1800-talet.[källa behövs]

#### Isländska
Bruket med patronymika och metronymika har bevarats utan avbrott i de isländska dóttir- och son-namnen. Exempelvis har Vigdís Finnbogadóttir patronymikon (efter sin far Finnbogi) och Heiðar Helguson metronymikon (som han tog till minne av sin mor Helga). På Island är efternamn av släktnamnskaraktär inte tillåtet.

### Övriga Europa

#### Nederländska och frisiska
I Nederländerna förekom det länge parallellt med andra typer av släkt- och tillnamn, som exempel hos målaren Rembrandt Harmenszoon van Rijn, varvid patronymikonet ofta förkortades (alltså Harmensz). I frisiska var patronymika ända till 1800-talet vanligare än släktnamn inom allmogebefolkningen, i likhet med förhållandet i Sverige.

#### Ryska
I ryskan är det vanligt med fadersnamn (отчество, ottjestvo) tillsammans med förnamn och familjenamn (efternamn). Fadersnamnet bildades här av faderns förnamn med något av tilläggen ‑ovitj, ‑evitj, eller ‑itj för söner, och ‑ovna, ‑evna eller ‑initjna för döttrar. Den ryske författaren Fjodor Michajlovitj Dostojevskij fick exempelvis fadersnamnet Michajlovitj, eftersom hans far hette Michail. Ett annat exempel är författaren Anna Andrejevna Achmatova, vars far hette Andrej. Vladimir Lenins fadersnamn Iljitj (Ильич) kommer av faderns namn Ilja (Илья, Elias).

#### Spanska
Spanska efternamn som slutar på ‑ez (till exempel Sánchez, son till Sancho, eller González, son till Gonzalo).

#### Skotska och iriska
Skotska efternamn med Mac eller Mc och irländska O', som båda läggs till som förled till namnet, är ursprungligen patronymika som behållits som familjenamn.

#### Walesiska
I kymriska används ordet ap (kortform av mab, 'son') mellan förnamnet och faderns namn, och i somliga fall har detta sammansmält till vad som har kommit att bli släktnamn (till exempel Prichard av ap Richard, 'son till Richard'), se walesiska efternamn.

### Västasien

#### Armeniska
Armeniska efternamn vilken är personnamn med ‑ian eller ‑jan (till exempel Mikojan, son till Mikael, eller Petrossian, son till Peder).

#### Georgiska
Georgiska efternamn slutar på ‑sjvili (ett känt exempel är Dzjugasjvili, son till Dzjuga, Stalins ursprungliga efternamn) är ursprungligen patronymika som behållits som familjenamn.

### Mellanöstern och Nordöstafrika
I många länder i Mellanöstern och Nordöstafrika, till exempel Irak, Syrien, Etiopien, Sudan, Somalia och Eritrea, är det vanligt att ett barn får ett eget namn och sedan sin fars och sin farfars namn utan ändringar. En person som heter Amir Mohammed Ahmed har då Amir som sitt eget förnamn medan hans far hette Mohammed i förnamn och hans farfar hette Ahmed. Personen har alltså två patronymika. När personer med namn enligt denna stil flyttar till Sverige, registreras enligt Skatteverkets praxis farfarsnamnet som efternamn och förnamnet och farsnamnet som förnamn, vilket innebär att fadersnamnet registreras som ett förnamn även för kvinnor, trots att det i regel är ett typiskt manligt förnamn.
I vissa länder med denna tradition, bland annat Irak, finns det nya namnregler som stadgar att man skall anta efternamn av släktnamnstyp, men detta är på många håll inte genomfört i praktiken ännu.
Även arabiska namn med ibn, ben eller bin, hebreiska med ben och arameiska bar (som alla betyder son till), är patronymika.